# 珀劳附近舍内格
珀劳附近舍内格是奥地利施蒂利亚州哈特贝格县的一个市镇。总面积26.53平方公里，总人口1385人，人口密度52.2人/平方公里（2005年）。